# Soyuz TMA-07M
Soyuz TMA-07M foi uma missão espacial à Estação Espacial Internacional e 116ª missão de uma nave russa Soyuz. A nave levou à ISS três astronautas para participarem das Expedições 34 e 35 na estação, lançada do Cosmódromo de Baikonur em 19 de dezembro de 2012.
A nave permaneceu acoplada à estação por cerca de cinco meses para servir como veículo de escape em caso de emergência, retornando com seus tripulantes em 14 de maio de 2013.

## Tripulação
| Posição             | Cosmo/Astronauta |
| ------------------- | ---------------- |
| Comandante          | Roman Romanenko  |
| Engenheiro de voo 1 | Chris Hadfield   |
| Engenheiro de voo 2 | Thomas Marshburn |

## Parâmetros da Missão
- Massa: 7.200 kg
- Perigeu: 402 km
- Apogeu: 421 km
- Inclinação: 51,60°
- Período orbital: 92,80 minutos

## Lançamento e acoplagem
O foguete lançador Soyuz-FG foi transportado para a plataforma de lançamento na madrugada de 17 de dezembro, sob uma temperatura congelante de - 30ºC. A nave foi a primeira a ser lançada da plataforma Gagarin após as modificações feitas nela. O lançamento ocorreu às 12:12 GMT de 19 de dezembro, após os astronautas participarem da tradicional cerimônia pré-voo abençoada por um padre ortodoxo russo. A nave entrou em órbita entre 200 e 242 km de altura e, após a estabilização da inclinação, liberou seus painéis solares embutidos e as antenas de comunicação.
Após a bem sucedida inserção em órbita, a TMA-07M começou o processo de aproximação da ISS realizando 34 órbitas congênitas, fazendo alguns ajustes na rota e na velocidade através da queima de motores. A acoplagem ocorreu às 14:09 GMT de 21 de dezembro, com a nave fazendo contato com o módulo Rassvet instalado na ISS, acima do nordeste do Casaquistão.

## Retorno
Ao encerramento da Expedição 35, da qual seus três tripulantes participaram, a TMA-07M desacoplou-se da ISS às 23:08 UTC de 13 de maio de 2013, iniciando seu retorno à Terra. Ela pousou em segurança nas estepes do Casaquistão às 02:31 UTC de 14 de maio, com os tripulantes sendo recebidos pela equipe de apoio em terra, encerrando a missão de cinco meses no espaço.

## Galeria

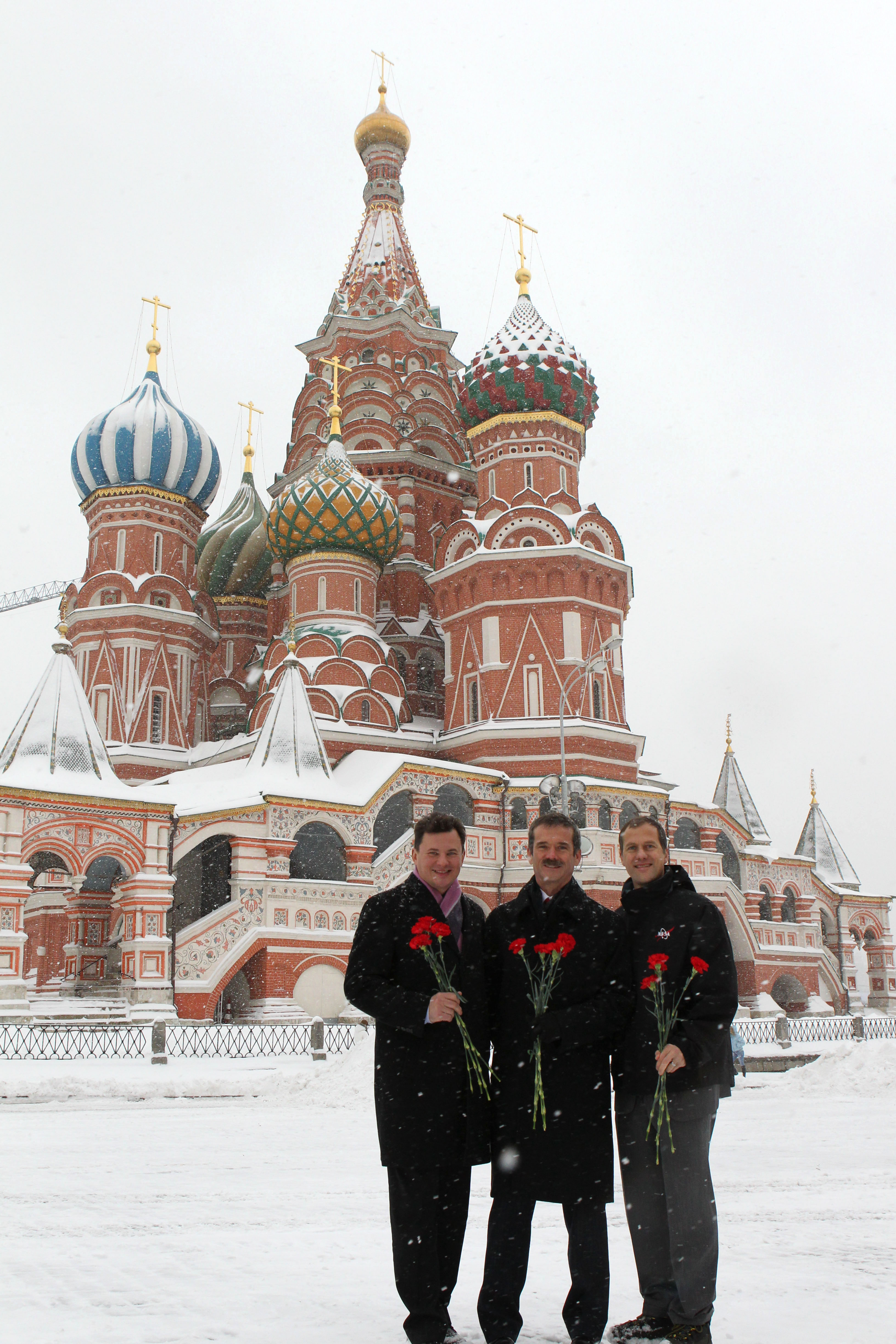
A tripulação da TMA-07M participa da visita cerimonial à Praça Vermelha antes da missão.
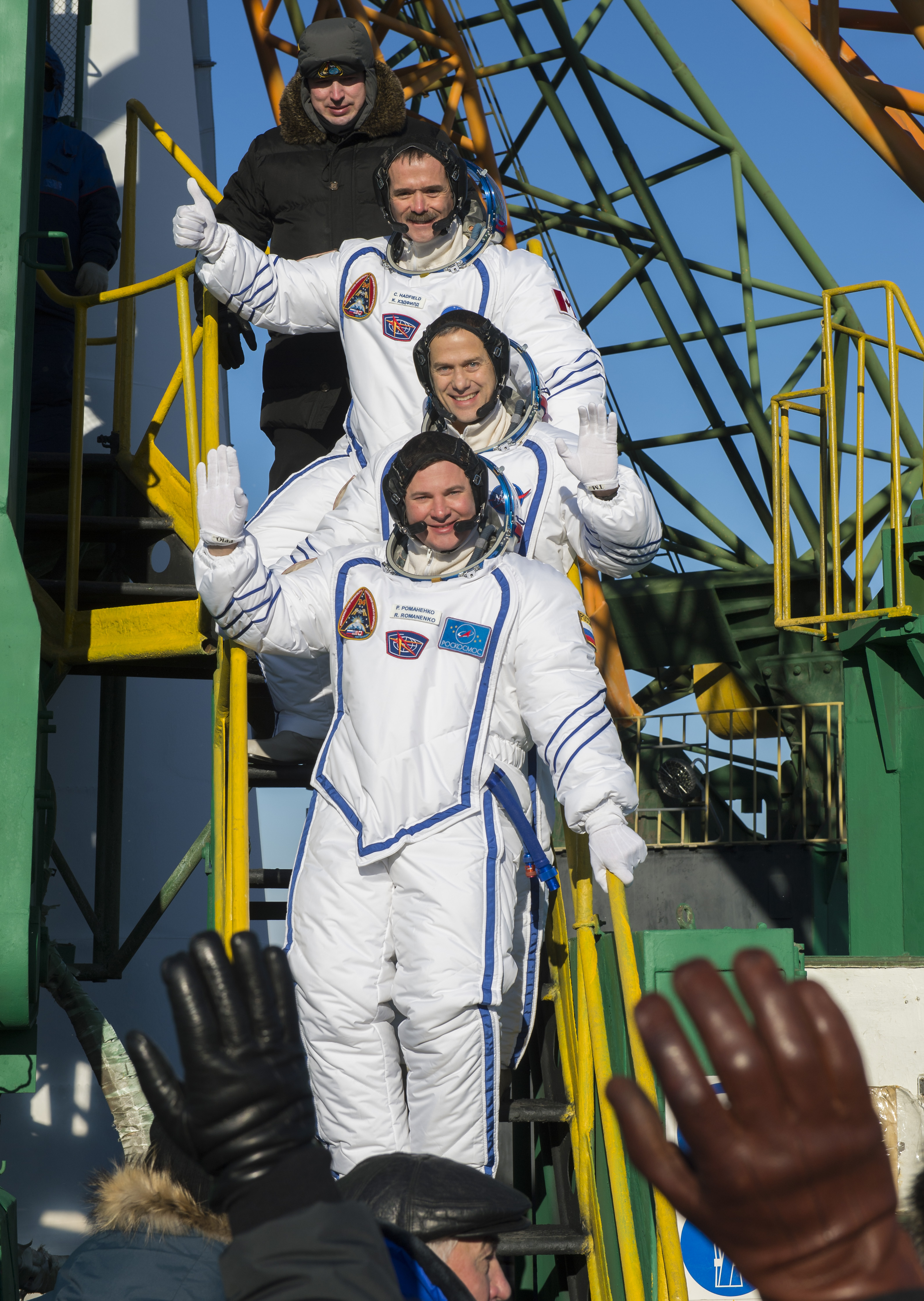
Tripulantes acenam para a imprensa e para os técnicos antes de embarcarem na nave.
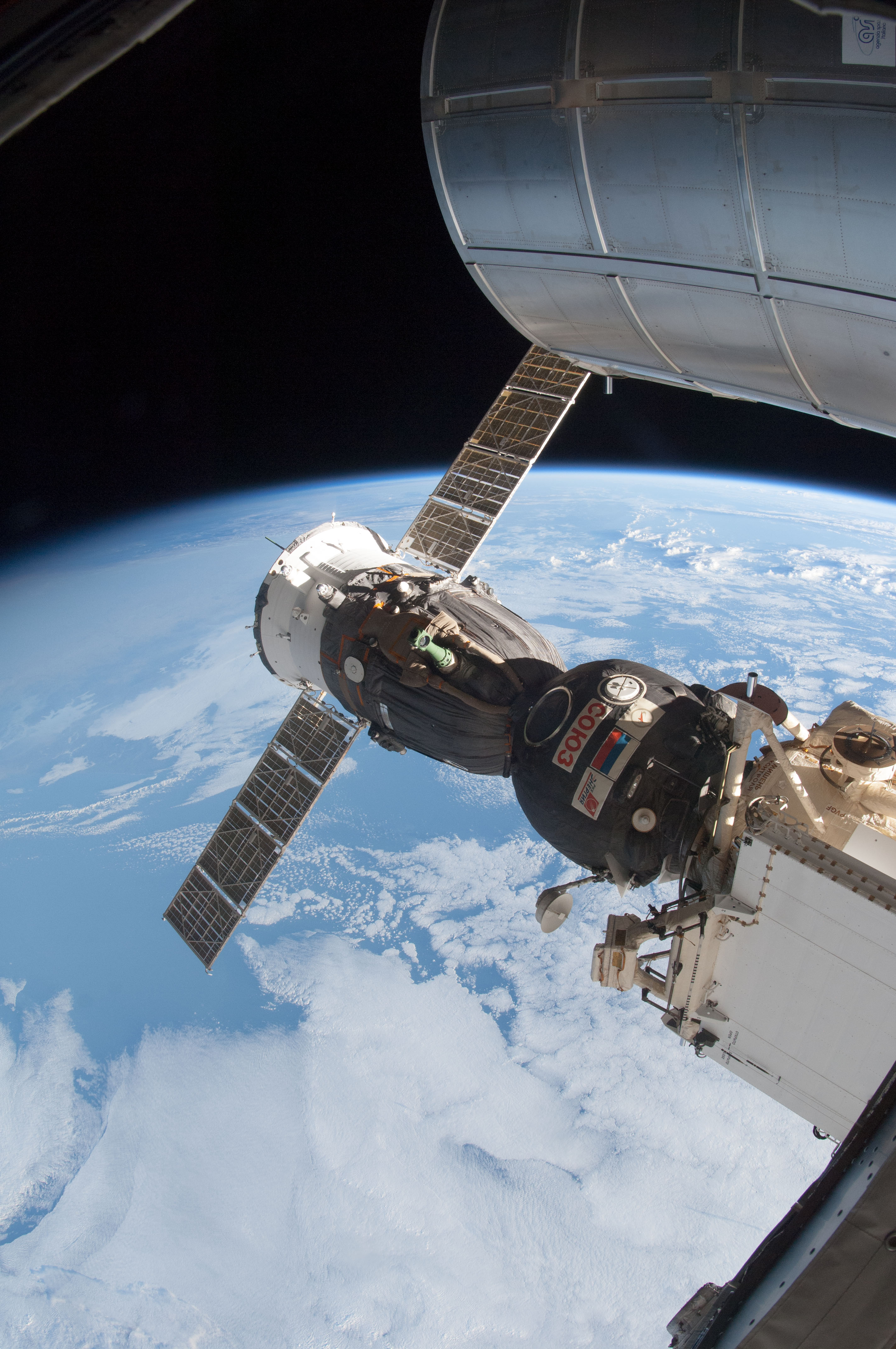
A TMA-07M acoplada no módulo Rassvet da ISS.
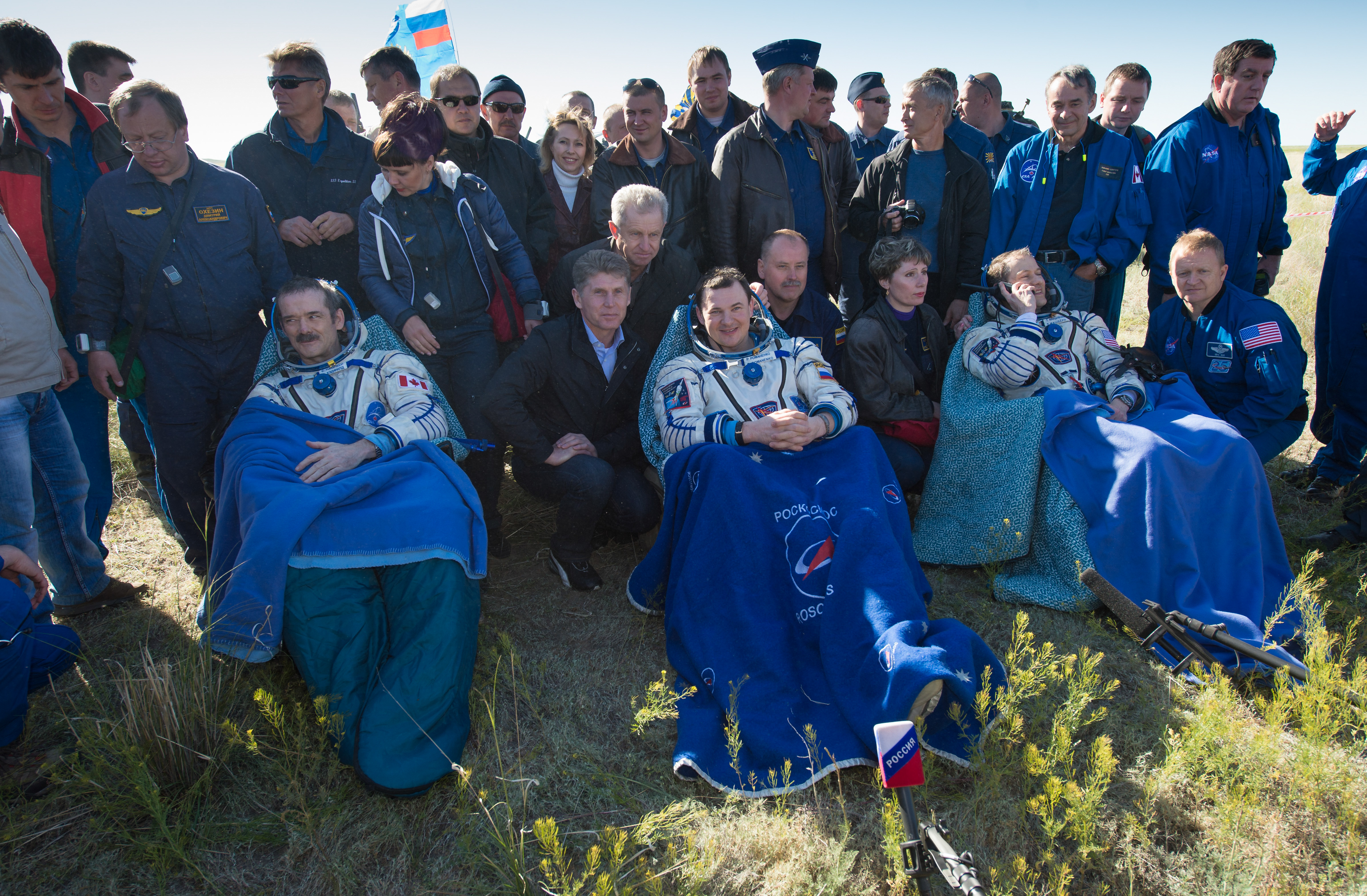
A tripulação recebida em terra pelo pessoal de apoio.